# Mindhunter
Mindhunter (conhecido como Caçador de Mentes em Portugal) é uma série de televisão norte-americana de drama policial criada por Joe Penhall, e baseada no livro Mind Hunter: Inside the FBI’s Elite Serial Crime Unit escrito por John E. Douglas e Mark Olshaker. A série é produzida por David Fincher e Charlize Theron entre outros, e estreou na Netflix em 13 de outubro de 2017. Mindhunter foi renovada para uma segunda temporada em abril de 2017, seis meses antes da estreia da primeira.
A série se passa em 1977 e gira em torno de dois agentes do FBI, interpretados por Jonathan Groff e Holt McCallany, que entrevistam assassinos em série presos para tentar resolver casos em andamento.

## Premissa
Em 1977, — nos primeiros dias da psicologia criminal e do perfil criminal no Federal Bureau of Investigation — Mindhunter gira em torno dos agentes do FBI Holden Ford (Jonathan Groff) e Bill Tench (Holt McCallany), que entrevistaram assassinos em série presos, com o intuito de entender como esses criminosos pensam e aplicam esse conhecimento para resolver os casos em curso.

## Elenco e personagens

### Principal
- Jonathan Groff como Holden Ford,[6] um agente especial da Unidade da Ciência do Comportamento do FBI; baseado em John E. Douglas[7]
- Holt McCallany como Bill Tench,[8] um agente especial da Unidade da Ciência do Comportamento do FBI; baseado em Robert K. Ressler[7][9]
- Hannah Gross como Deborah ‘Debbie’ Mitford, namorada de Holden e uma estudante de pós-graduação na Universidade da Virgínia.[10]
- Anna Torv como a Dra. Wendy Carr,[4] uma psicóloga; baseada na Dra. Ann Wolbert Burgess[11]
- Cotter Smith como Shepard, chefe de unidade da Academia Nacional de Treinamento do FBI

### Recorrente
- Stacey Roca como Nancy Tench, esposa de Bill
- Joe Tuttle como o Detetive Gregg Smith
- Alex Morf como o Detetive Mark Ocasek
- Sonny Valicenti como Dennis Rader[12]
- Cameron Britton como Edmund Kemper
- Happy Anderson como Jerry Brudos
- Jack Erdie como Richard Speck
- Sam Strike como Montie Rissell
- Joseph Cross como Benjamin Barnwright
- Marc Kudisch como Roger Wade
- Michael Park como Peter Joe
- George R. Sheffey como John Boylen
- Duke Lafoon como o Detetive Gordon Chambers
- Peter Murnik como o Detetive Roy Carver

## Desenvolvimento e produção
Em fevereiro de 2016, a Netflix anunciou que a produção da Mindhunter seria em Pittsburgh, Pensilvânia. As filmagens começaram em maio de 2016, e as chamadas de seleção (escalação) foram realizadas em 16 de abril e 25 de junho de 2016. A série foi renovada por uma segunda temporada antes de sua estreia pela Netflix.
O personagem de Holden Ford é baseado no agente do FBI John E. Douglas, e Bill Tench é baseado no agente do FBI, Robert K. Ressler. A Dra. Wendy Carr é baseada na psicóloga Dra. Ann Wolbert Burgess, professora proeminente do Boston College, cujo trabalho se baseia no tratamento de sobreviventes de trauma de abuso sexual e no estudo do processo de pensamento de criminosos violentos. Os personagens assassinos foram modelados nos criminosos condenados e os cenários de prisões foram retirados de entrevistas reais.

## Episódios
| N.º | Título       | Dirigido por    | Escrito por                                                              | Lançamento            |
| --- | ------------ | --------------- | ------------------------------------------------------------------------ | --------------------- |
| 1 | "Episode 1"  | David Fincher   | Joe Penhall                                                              | 13 de outubro de 2017 |
| Em 1977, o agente especial Holden Ford do FBI não consegue evitar o suicídio de Cody Miller em uma situação de reféns em Braddock, Pensilvânia. Ford retorna a sua base do FBI em Fredericksburg, Virgínia, onde o chefe de unidade da Academia Nacional de Treinamento do FBI, Shepard, considera a "negociação" como um sucesso, já que Ford impediu a perda de vida de reféns. Shepard o instou a uma posição de ensino de negociação de reféns, onde seus alunos são menos do que entusiasmados. Ford é cativado por uma classe vizinha ensinada por Peter Rathman, que mergulha nas mentes de assassinos como Filho de Sam. Ford, solteiro e vivendo sozinho no momento, conhece Debbie, uma estudante de pós-graduação hippie estudando sociologia. Ford se aproxima de Shepard para obter educação adicional sobre a mente criminosa em evolução. Shepard recomenda falar com Bill Tench, chefe do departamento de ciências comportamentais do FBI. Tench sugere que Ford o acompanhe em sua classe de ensino ao redor do país compartilhar técnicas do FBI para a aplicação da lei local e, ao mesmo tempo, aprender dos métodos usados pela aplicação da lei local. Os dois viajam para Fairfield, Iowa. A aplicação da lei local não se conecta com a linguagem detalhada de Ford. Tench sugere que Ford faz tudo desnecessariamente complicado. A sugestão de Ford de que Charles Manson é uma vítima não ressoa bem com a polícia local. Frank McGraw, um detetive local endurecido, mostra Ford e Tench um assassinato brutal local e violação de uma mãe e filho. |              |                 |                                                                          |                       |
| 2 | "Episode 2"  | David Fincher   | Joe Penhall                                                              | 13 de outubro de 2017 |
| Em Wichita, Kansas, "Assistente do ADT" exige o núcleo de papel para uma fita elétrica vazia. Tench e Ford chegam a San Francisco, Califórnia, onde Ford informa Tench que Charles Manson fica a apenas 30 quilômetros de distância e pede uma conversa com Manson. Tench diz Manson é impossível obter acesso. A polícia local, no entanto, sugere que Ford conheça Edmund Kemper, o gigante assassino que se entregou. Tench não tem interesse em entrevistar Kemper e decide jogar golfe. Ford vai sozinho e, para sua surpresa, descobre que Kemper é altamente inteligente, manipulador e gosta de falar com a aplicação da lei. Kemper acredita que a única cura para si é uma lobotomia ou morte por tortura. Enquanto isso, uma mulher idosa em Sacramento é atacada e a garganta de seu cão foi cortada. Tench e Ford acreditam inicialmente que os adolescentes eram responsáveis. Ford convence Tench para acompanhá-lo durante sua próxima visita. Kemper descreve seu ódio contra sua mãe e como começou a torturar animais. Kemper acredita que poderia haver 35 pessoas na América como ele, atualmente gratuitas. Aos 15 anos, Kemper matou sua mãe, cortou a cabeça e contaminou-a. Em casa, Debbie quer que Ford conheça sua mãe e afirma que sua mãe julga seus namorados por sua relação com suas próprias mães. Shepard, está enfurecida pelas entrevistas de Ford e Tench com Kemper, mas, em vez disso, permite que eles continuem seu projeto no porão, muito para o descontentamento de Tench e para o deleite de Ford. |              |                 |                                                                          |                       |
| 3 | "Episode 3"  | Asif Kapadia    | História por : Joe Penhall Roteiro por : Joe Penhall e Ruby Rae Spiegel  | 13 de outubro de 2017 |
| Ford e Tench se aproximam da Dra. Wendy Carr, professor de ciências sociais em Boston, Massachusetts por interesse acadêmico no estudo. Carr está muito interessado e recomenda escrever um livro sobre suas descobertas. A tentativa de conhecer Benjamin Franklin Miller é recusada. A dupla está informada de que havia outras mulheres idosas em Sacramento, que foram, desta vez, assassinadas e seu cachorro morto por ter sua garganta cortada de orelha a orelha. Após a entrevista com Kemper, Tench agora acredita que o suspeito é branco, em seus 30 anos e tem uma relação semelhante que Kemper teve com sua mãe. A polícia colocou a mira em Dwight Taylor, um homem de 30 anos com uma mãe abusiva. Após o interrogatório, Taylor confessa ao assassinato. A polícia comemora e os agentes do FBI são elogiados como heróis. O par retorna a Kemper, que ele afirma que a maneira mais eficaz de cortar a garganta de alguém é cortar de "orelha a orelha". Kemper descreve suas mulheres favoritas e sua reação às mulheres que causa vômitos. A Ford recomenda a remoção de certas palavras da lista de palavras desviantes do FBI. Ford questiona o relacionamento da Tench com Wendy Carr, que ele declara estritamente profissional. Carr chega em Fredericksburg como consultora do FBI. |              |                 |                                                                          |                       |
| 4 | "Episode 4"  | Asif Kapadia    | História por : Joe Penhall Roteiro por : Joe Penhall and Dominic Orlando | 13 de outubro de 2017 |
| O "Assistente do ADT" continua a vender seu produto no Kansas. Ford e Tench entrevistam Montie Rissell, um serial killer que assassinou cinco mulheres na Virgínia. Rissell afirma que sua tentativa de matar foi de inveja depois que sua namorada o deixou. Rissell não mostra remorso por suas ações e se considera uma vítima. Seus métodos de assassinato eram um trauma de força contundente, afogamento e esfaqueamento. Ele é menos sofisticado do que Kemper em sua técnica e matou sua primeira vítima porque era uma prostituta que não resistiu ao estupro. Ele mais tarde mata algumas de suas outras vítimas por "falar demais". Depois de subornar Monte com Big Red, ele revela o mesmo ódio para sua mãe como Kemper. Enquanto não presta atenção, Tench entra em um acidente de carro. Em Altoona, na Pensilvânia, o polêmico Mark Ocasek juntou-se à polícia, no inquérito sobre o assassinato de Beverly Jean Shaw, uma babá de 22 anos. Os genitais de Beverly Jean foram mutilados, ganhando o interesse do FBI. Eles inicialmente se concentram no vagabundo e no soldador local Alvin Moran, que admite ter uma paixão por Beverly Jean. No entanto, o álibi de Moran verifica. Tench revela sua vida pessoal, que ele tem um filho de seis anos adotado, chamado Brian, que se recusa a falar. De volta a Fredericksburg, Ford convida Carr para conhecer sua namorada em um bar. Apesar da raiva de Shepard no vazamento de informações, Carr é capaz de proteger US$ 385 mil em dinheiro de doação para financiar e permitir que a pesquisa continue. |              |                 |                                                                          |                       |
| 5 | "Episode 5"  | Tobias Lindholm | Jennifer Haley                                                           | 13 de outubro de 2017 |
| Em Altoona, Pensilvânia, a investigação sobre o assassinato de Beverly Jean continua. Ford, Tench e Ocasek entrevistaram seu "noivo", Benjamin "Benji" Barnwright, que por causa de Ocasek, estava ciente de sua chegada. Ocasek acreditava que era educado informar um homem com tristeza, apenas para ser roubado por Ford e Tench. Benji começa a chorar de forma profusa, enviando bandeiras vermelhas para Ford, que acredita que homens que choram para estranhos podem ser fingimento. A polícia fala com a mãe de Benji que o descreve como "macio" e diz que Benji ficou triste quando seu pai foi embora. A mãe de Benji mencionou seu cunhado, Frank Janderman, que é extremamente protetor da irmã de Benji, Rose Barnwright-Janderman. Tench questiona a natureza da relação entre Benji e Beverly Jean acreditando que ela estava usando sexo para controlá-lo. Ford começa a questionar o passado sexual de Debbie, muito para seu descontentamento. Tench e Ford descobrem o incidente violento do passado de Frank envolvendo bater uma mulher com uma chave inglesa. Frank, no entanto, não tem uma patologia de serial killer. Depois de entrevistar Frank, a polícia descobre que o relacionamento de Benji com Beverly Jean não era tão grave quanto Benji afirmou, afirmando que os dois nunca tiveram sexo. Frank sugeriu, sem provas, que Beverly Jean estava dormindo com outros homens. Com renovado interesse, Tench e Ford interrogam Benji. Benji afirma que Frank a bateu repetidamente em Beverly Jean e "forçou" ela a pousar em seu colo. Em um bar, Ford pergunta por que as mulheres iriam sozinhas para o bar. Tench acredita que as mulheres poderiam simplesmente ir a um bar para beber o mesmo que um homem. O trio interroga Rose, que tem um bebê, em sua casa. Ela é vista com contusões. Ela conheceu Frank quando tinha 16 anos e revelou que Benji desconfiava de que Beverly Jean estivesse dormindo, embora Rose negasse saber com certeza. Rose confirma que Frank estava em casa a noite toda, exceto pelo tempo que ele deixou para obter comida. Ocasek adverte Rose que, se o FBI descobrir algum envolvimento entre ela e o assassinato, ela perderá seu filho. Rose chega à delegacia de polícia e admite que Frank não estava em casa durante a noite do desaparecimento de Beverly Jean. Ela afirma que Benji chamou Frank de ajuda; Duas a três horas depois, Frank a chamou para ir à casa de Benji com material de limpeza. Rose foi informada por Frank que Benji tinha feito algo terrível para Beverly Jean. Rose descobre Benji com Beverly Jean alegando que ela já estava morta. |              |                 |                                                                          |                       |
| 6 | "Episode 6"  | Tobias Lindholm | História por : Joe Penhall Roteiro por : Joe Penhall and Tobias Lindholm | 13 de outubro de 2017 |
| O "Assitiente do ADT" é visto com uma corda fazendo um nó. Shepard oferece a Carr uma posição de consultoria em tempo integral no FBI, e ela diz que vai pensar sobre isso. De volta a Altoona, Tench confronta Benji que nega matá-la. Frank afirmou que Benji bateu Beverly Jean depois que ela se recusou a dormir com ele e afirma que não viu Benji matá-la. Benji afirmou que Frank estava fazendo sexo com Beverly Jean e que ele [Benji] a esfaqueou no ânus depois que ela já estava morta. Depois de ouvir a gravação do interrogatório, Carr conclui que Beverly Jean estava viva quando Rose chegou. A polícia não consegue determinar quem cometeu o assassinato e conclui que os três são cúmplices. De volta a Fredericksburg, Debbie e Ford jantam na casa de Tench com sua esposa, Nancy. Carr fornece uma análise da situação, afirmando que Benji nocauteou Beverly Jean depois que ela rejeitou seus avanços sexuais. Ele então chamou Frank para ajudar. Frank convence Benji de que Beverly Jean é uma "vagabunda" para que Benji permita que Frank a estude para humilhá-la. Os dois a bateram e depois que Rose chega, percebe que Beverly Jean ainda estava vivo tão juntos, os três a mataram. Benji volta para a localização do corpo e o mutila. A acusação, no entanto, apenas pretende buscar uma punição total para Benji, oferecendo súplicas para Rose e o Frank mais perigoso. Carr retorna a Boston, e revelou que ela é uma lésbica fechada. Carr pergunta a sua amante, Annaliese Stilman, por sua opinião sobre aceitar a oferta do FBI. Annaliese adverte sobre sua carreira e tem que ficar fechada, mas sua atitude elitista irrita Carr e ela sai para a Virgínia. |              |                 |                                                                          |                       |
| 7 | "Episode 7"  | Andrew Douglas  | História por : Joe Penhall Roteiro por : Joe Penhall and Jennifer Haley  | 13 de outubro de 2017 |
| Tench e Ford viajam para a Oregon State Penitentiary em Salem, Oregon, para entrevistar Jerry Brudos. Brudos exige cigarros e pizza. Ao contrário de Kemper, Brudos é um mentiroso patológico que nega qualquer assassinato; No entanto, ambos são organizados. Brudos admite ter um fetiche de sapato e se masturbou aos catálogos de calçados quando era mais novo. Ele afirma sofrer apagões devido ao baixo nível de açúcar no sangue. Brudos afirmou ter ouvido Kemper dizer que os agentes do FBI eram idiotas. Para obter Brudos para se confiar neles, Carr recomenda dar-lhe pizza e cigarros, e falar sobre suas próprias famílias, que Tench se recusa. De volta a Fredericksburg, Ford e Debbie vão às compras de sapatos, a Ford compra sapatos femininos extras para Brudos. Tench reside a Brudos sobre falar com sua ex-esposa e Brudos ameaça partir. Ford mostra Brudos os sapatos e Brudos começa a falar sobre a coleção de calçados que ele começou a acumular desde que ele tinha 5 anos. Brudos afirmou que sua mãe queimou seu primeiro par de sapatos femininos depois que ela o pegou vestindo-os. Brudos continua sobre sua vida dupla que ele se escondeu de sua esposa. Carr começa a alimentar um gato na sua nova casa em Fredericksburg. Tench e Nancy falam sobre o comportamento de Brian na escola, que envolveu morder outros estudantes. Nancy recomenda um médico hippie, mas Tench insiste em um médico regular. Em sua casa, a babá de Brian descobre uma foto de uma mulher assassinada com um poste de madeira inserido em seu ânus. A babá tem muito medo de continuar trabalhando lá. Nancy confronta Tench, que revela com raiva sua "segunda vida" como agente do FBI. No apartamento de Debbie, Ford retorna e fala de se casar. Naquela noite, Debbie se veste de lingerie e calcanhares. Ford entra em pânico e pára Debbie depois de perceber que ele tem fetiches semelhantes como Brudos. |              |                 |                                                                          |                       |
| 8 | "Episode 8"  | Andrew Douglas  | História por : Erin Levy Roteiro por : Erin Levy and Jennifer Haley      | 13 de outubro de 2017 |
| Ford é convidado pelo diretor Roger Wade para falar em sua escola primária local para falar de comportamento estranho vindo de outros colegas de classe, incluindo tortura de animais. O ambicioso objetivo da Ford é ensinar as crianças a identificar o comportamento "perturbador", incluindo a piropina e a falta de remorso. Ford é abordado por uma professora de quarta série, Janet Ebner, que se preocupa com o comportamento de Wade de fazer cócegas e recompensá-las com um níquel. Ford se torna suspeita de que Debbie esteja trapaceando com ele depois que ela é deixada em casa por seu colega de classe, Patrick. Ford pergunta a Debbie para chamá-la da próxima vez que ela precisa de um passeio. Debbie acredita que o comportamento de Wade é preocupante e assustador, comparando-o com o professor da primeira série de sua prima, que estava comprimindo crianças inapropriadamente. A unidade de ciência do comportamento busca expansão e contrata Gregg Smith, cujo pai é amigo de Shepard. Tench não está preocupado com o comportamento de Wade. Ford pede a Gregg que venha com ele para falar com Wade. Os professores mais velhos, Clark e Ebner, estão preocupados, mas o jovem professor considera que os professores mais velhos estão envolvidos. Depois de falar com Wade, ele se recusa a parar de fazer cócegas, dizendo que é uma experiência positiva para as crianças. Depois que Gregg informa sobre a Ford, ele é convocado por Shepard, que "aconselha" ele deixar o assunto, afirmando que não é um assunto do FBI. Ford retorna ao Oregon para se encontrar com Brudos, que é mais falante e dá a Ford os motivos e a lógica por trás dos assassinatos sem se incriminar. Brudos afirmou que ele matou as meninas para poder silenciá-las e brincar com elas como bonecas. Debbie convida Ford para um evento de apagão do quarto onde ela pretende se encontrar com seu parceiro no evento, Patrick. Ford fica infeliz com Debbie e ela fica irritada com sua inveja. Mais tarde, Ford visita o evento de blackout da Debbie e vê Patrick mexendo e tocando nela. Ele saiu com raiva. Ford recebe uma chamada do superintendente da escola informando-lhe que Wade está sendo demitido. |              |                 |                                                                          |                       |
| 9 | "Episode 9"  | David Fincher   | História por : Carly Wray Roteiro por : Carly Wray and Jennifer Haley    | 13 de outubro de 2017 |
| O "técnico da ADT" é visto se preparando para um assassinato. No Joliet Correctional Center em Joliet, Illinois, Ford e Tench estabeleceram uma entrevista com Richard Speck. Em vez de uma reunião privada com o FBI pediu, o delegado Warden Armstrong, que despreza a Speck, traz propositadamente os agentes pela frente. Speck é muito mais agressivo do que os entrevistados anteriores. Speck repetidamente amaldiçoa os agentes e é extremamente abrasivo. Apesar de sua agressão, Speck segura um pássaro em sua mão que ele está amamentando de volta à saúde. Ford pede para ver a tatuagem de Speck que diz "Born To Raise Hell". Tench inicia o questionário sobre os oito assassinatos cometidos em uma noite. Speck não mostra nenhum interesse, ao qual a Ford não convencionalmente pergunta a Speck o que lhe deu o direito de tirar "oito cachorros maduros do mundo". Speck o chama de louco e começa a responder as perguntas. Ao contrário dos outros assassinos "de série", as ações de Speck não eram metódicas, afirmando que "simplesmente não era a noite deles". Sua violência se origina do "machismo" e os atos eram mais espontâneos como um "assassino em massa" em vez de um assassino em série. Speck então mata seu pássaro jogando-o no ventilador. Tench recomenda que Ford redimente o início da entrevista. Gregg impaciente redacta a transcrição. Enquanto isso, Ford vê Debbie em uma lavanderia, e os dois se reconciliam. Mais tarde naquela noite Ford é confrontado com a esposa de Wade, que seguiu Ford para o apartamento dizendo que a Ford arruinou suas vidas. Ela adverte a Debbie que Ford é uma pessoa ruim. Na casa de Carr, ela percebe que o gato vadio não estava comendo sua comida e parando. A unidade divulga informações sobre o assassinato de Lisa Dawn Porter, uma menina de 12 anos em Adairsville, na Geórgia. Dada a evidência, a unidade acredita que este foi o primeiro assassinato do perpetrador. A polícia percebe que as árvores foram cortadas e centraram seu foco em Darrell Gene Devier. Carr é convocado por Shepard, que a informa que Richard Speck apresentou uma queixa depois de ser atacado por conversar com o FBI e acusou a Ford de "foder com a cabeça". A unidade entrega a versão redigida para o OPR e é lançada sem problemas. De volta ao porão, Carr e Shepard ouviam a fita original. Inicialmente, Carr acredita que a fita deve ser virada. Eventualmente, todos concordam em destruir a fita e encobrir o incidente. Gregg, no entanto, envia secretamente a fita para o OPR afirmando que "ele não faz engano muito bem".                   |              |                 |                                                                          |                       |
| 10 | "Episode 10" | David Fincher   | História por : Joe Penhall Roteiro por : Joe Penhall and Jennifer Haley  | 13 de outubro de 2017 |
| Kemper escreve a Ford dizendo que gostaria de se encontrar novamente com ele, o que Ford ignora. Em Adairsville, Devier concorda em conhecer o FBI voluntariamente. Ford usa técnicas que ele aprendeu com suas entrevistas com assassinos em série e se concentra nas possíveis tendências pedófilas de Devier e usa itens pertencentes a Lisa Dawn juntamente com a arma do crime para invocar uma resposta emocional. Devier, sendo inexperiente com o interrogatório, eventualmente quebra e confessa depois de ver o rock que ele costumava matar Lisa Dawn. A polícia comemora e depois de beber, Ford se gabava do envolvimento da unidade com assassinos em série. O seu boost chega à imprensa, o que põe em perigo a integridade do projeto de pesquisa. Ford se torna cada vez mais arrogante e discute com Debbie depois que ela discorda de seus métodos. Carr voa para Rome, na Geórgia, na esperança de prevenir a pena de morte, pois poderia impedir que futuros assassinos desejassem ser entrevistados. O promotor da Geórgia se recusa a deixar a pena capital. Ford retorna para casa e rompe com Debbie. Ford recebe uma chamada urgente do médico de Kemper, afirmando que ele tentou suicídio, mas está estável. A unidade descobre que o OPR recebeu a gravação da entrevista da Speck. Gregg não confessa e Tench culpa Carr. Ford é interrogado pelo OPR que lhe dá um aviso e o aconselha sobre as consequências. Ford sai abruptamente e depois vai ver Kemper. Kemper afirma que ele considerou Ford um amigo e mostra-lhe a cicatriz em seu braço. Kemper disse que ficou surpreso com o fato de a Ford realmente ter chegado. Kemper discute brevemente como Ford parece muito orgulhosa em poder ler homens como ele, antes de se posicionar de forma agressiva e afirma que não existe um sistema de alerta de guarda na UTI. Kemper diz que ele poderia matar Ford se quisesse, mas em vez disso o abraça. Ford foge em terror antes de entrar em colapso no corredor em um ataque de pânico. No Kansas, o "Assistente do ADT" é visto com desenhos sádicos queimados. |              |                 |                                                                          |                       |

## Recepção
Mindhunter recebeu críticas positivas. No Metacritic, a primeira temporada tem uma pontuação de 78 de 100 com base em 21 críticas, indicando "revisões geralmente favoráveis". No Rotten Tomatoes, tem uma classificação de aprovação de 95% com uma pontuação média de 7,66 de 10 com base em 39 críticas, e o consenso crítico do site afirma: "Mindhunter se distingue em um gênero lotado com visuais ambiciosamente cinematográficos e uma atenção meticulosa ao desenvolvimento do personagem."
A primeira temporada de Mindhunter foi nomeada entre os melhores programas de TV de 2017 por Time, The Guardian, The Daily Telegraph, New York Observer, Slant Magazine, Vanity Fair, Vog ue, Yahoo, e The Independent.

### Prêmios e indicações
| Ano  | Prêmio              | Categoria                     | Nomeado(s)                                                                        | Resultado | Ref.   |
| ---- | ------------------- | ----------------------------- | --------------------------------------------------------------------------------- | --------- | ------ |
| 2018 | Dorian Awards       | Performance do ano – Ator     | Jonathan Groff                                                                    | Indicado  | [ 32 ] |
| 2018 | Satellite Awards    | Melhor Ator em série de Drama | Jonathan Groff                                                                    | Venceu    | [ 33 ] |
| 2018 | Satellite Awards    | Melhor série de Drama         | Mindhunter                                                                        | Indicado  | [ 33 ] |
| 2018 | USC Scripter Awards | Best Adapted TV Screenplay    | Joe Penhall, Jennifer Haley, John E. Douglas and Mark Olshaker (por "Episode 10") | Indicado  | [ 34 ] |

## Cancelamento
Quase 4 anos após o lançamento da segunda temporada David Fincher, criador da série, confirmou seu cancelamento alegando se tratar de um produto caro de se produzir, visto a audiência que as duas primeiras temporadas tiveram.
“Tenho muito orgulho das duas primeiras temporadas, mas é uma série particularmente cara e, para a Netflix, não atraímos um público grande o bastante para justificar o investimento”, afirmou Fincher ao Le Journal du Dimanche. “Não os culpo, eles já assumiram um risco ao lançar [Mindhunter].”